# Dorothee Brantz
Dorothee Brantz (* 23. Mai 1970) ist eine deutsche Historikerin. Sie ist Direktorin des Center for Metropolitan Studies an der TU Berlin.

## Leben und Wirken
Dorothee Brantz legte ihren M.A. Social Sciences 1995 an der University of Chicago ab. Dort wurde sie 2003 mit einer von Michael Geyer, Jan Goldstein, William Sewell und Harriet Ritvo betreuten vergleichenden Studie zu den Schlachthöfen in Paris, Berlin und Chicago in den Jahren 1780 bis 1914 promoviert. Darin untersuchte sie den Aufstieg der modernen Massenschlachthöfe und ihre Beziehung zum Stadtwachstum. Von 2002 bis 2003 war sie Lecturer an der University of Chicago. Von 2003 bis 2004 war sie Postdoc an der Freien Universität Berlin. Sie war von 2004 bis 2005 Thyssen-Heideking-Fellow an der Universität zu Köln. Von 2005 bis 2007 war sie Assistant Professor für Vergleichende europäische und transatlantische Geschichte an der University at Buffalo. Von 2008 bis 2010 war sie Geschäftsführende Direktorin des Transatlantischen Graduiertenkollegs DFG-IGK 1015: „Geschichte und Kultur der Metropolen Berlin und New York im 20. Jahrhundert“. Von 2007 bis 2013 war sie Juniorprofessorin für Neuere Geschichte/Stadtgeschichte am Center for Metropolitan Studies in Berlin. Als Nachfolgerin von Heinz Reif ist sie seit 2009 Leiterin des Centers for Metropolitan Studies/CMS der TU Berlin. Dort lehrt sie seit Oktober 2013 als Universitätsprofessorin W3 Neuere und Neuste Geschichte/Stadtgeschichte. Von 2012 bis 2016 war sie Sprecherin des Internationalen Graduiertenkollegs DFG 1705/1: Berlin-New York-Toronto „Die Welt in der Stadt: Metropolitanität und Globalisierung vom 19. Jahrhundert bis zur Gegenwart“. Seit August 2023 ist Brantz Mitglied des Kuratoriums der Stiftung Ernst-Reuter-Archiv.
Ihre Forschungsschwerpunkte sind urbane Umweltgeschichte, die vergleichende transatlantische Geschichte (Deutschland, Frankreich, USA), Krieg und Umwelt im 20. Jahrhundert, Geschichte der Mensch-Tier-Beziehungen, Kriegsgeschichte sowie Sozialtheorie und Historische Methoden. Ihre Dissertation wurde mit dem Richard Saller Dissertation Prize für die beste Dissertation in den Sozialwissenschaften an der University of Chicago ausgezeichnet. Als Ergebnis einer 2005 vom Deutschen Historischen Institut Washington organisierten Tagung gab Brantz mit Christof Mauch 2010 einen Sammelband zu Einzelaspekten des Verhältnisses zwischen Mensch und Tier heraus. Es war die erste große Konferenz zu diesem Thema im deutschsprachigen Raum.

## Schriften (Auswahl)
Herausgeberschaften
- mit Avi Sharma: Urban resilience in a global context. Actors, narratives, and temporalities. Transcript, Bielefeld 2020, ISBN 978-3-8376-5018-1.
- mit Harald Bodenschatz: Grünfrage und Stadtentwicklung. Lukas Verlag, Berlin 2019, ISBN 978-3-86732-335-2.
- mit Sasha Disko, Georg Wagner-Kyora: Thick space. Approaches to Metropolitanism. Transcript, Bielefeld 2012, ISBN 3-8376-2043-3.
- mit Sonja Dümpelmann: Greening the City. Urban Landscapes in the Twentieth Century. University of Virginia Press, Charlottesville, Va u. a. 2011, ISBN 0-8139-3114-2.
- mit Christof Mauch: Tierische Geschichte. Die Beziehung von Mensch und Tier in der Kultur der Moderne. Schöningh, Paderborn 2010, ISBN 978-3-506-76382-2.
- Beastly natures. Animals, humans, and the study of history. University of Virginia Press, Charlottesville, Va u. a. 2010, ISBN 0-8139-2947-4.